# Ricardo Santos
Ricardo Alex Costa Santos (Salvador, 6 de janeiro de 1975) é um jogador brasileiro de vôlei de praia. Baiano da cidade de Salvador, mas radicado em João Pessoa, na Paraíba, Ricardo conquistou a medalha de prata com o parceiro Zé Marco nos Jogos Olímpicos de Sydney. Formou dupla com o jogador Emanuel, com o qual participou das Olimpíadas de Atenas 2004, ganhando a inédita medalha de ouro na variante masculina.
Além das participações olímpicas, Ricardo também ganhou uma medalha de ouro nos Jogos da Boa Vontade de 2001. Nos Jogos Pan-Americanos do Rio de Janeiro, novamente em parceria com Emanuel, ganhou a medalha de ouro. É o segundo jogador que mais venceu etapas do Circuito Mundial na história, com 56 medalhas de ouro, 30 de prata e 23 de bronze, atrás apenas do parceiro Emanuel.

## Títulos e resultados
- Campeão do Grand Slam de Gstaad,  Suíça
- Vice-campeão do Campeonato Mundial de 2013
- Medalha de ouro nos Jogos da Boa Vontade de 2001[2]
- Campeão do Circuito Mundial (2000, 2003, 2004, 2005, 2006 e 2007)
- Campeão do Circuito Brasileiro (2002, 2003 e 2006)

### Premiações individuais
- Prêmio "Rei da Praia" de 2002
- Prêmio "Rei dos Reis" de 2002
- Melhor Jogador do Mundo (2005 e 2007)
- Eleito pelo Comitê Olímpico Internacional "Herói Olímpico" em 2004
- "Melhor Atacante" do Circuito Mundial em 2006
- "Melhor Bloqueador" do Circuito Brasileiro (1999, 2000, 2001 e 2003)
- MVP do Circuito Brasileiro Banco do Brasil de 2006[5]
- "Melhor Atacante" do Circuito Brasileiro (2000, 2004, 2005 e 2007)

## Honrarias
- Hall da Fama do Voleibol - 2021[6]